# 人吉 - 鹿児島空港線
人吉〜鹿児島空港線（ひとよし〜かごしまくうこうせん）は、人吉市と鹿児島空港を結んでいた高速バスである。2009年3月31日を以って廃止された。

## 沿革
- 2004年 熊本〜鹿児島高速特急「きりしま号」の廃止に伴い、新たに開設。1日12往復運行。
- 2008年10月10日　熊本 - 鹿児島線開設（2009年3月31日までの試行運行）に伴い、6往復減便され1日6往復となり、発着時刻が大幅に変更になる。

また、この日から人吉ICにも停車する。
- 2009年3月31日 同年4月1日から熊本 - 鹿児島線（きりしま号）の本格運行に伴い運行終了となる。

## 廃止時点でのデータ

### 運行会社
- 産交バス
  - 担当営業所：人吉営業所
2008年10月9日まで。翌日より熊本 - 鹿児島線開設に伴い運行から撤退し、以降は人吉側の発着時刻案内・改札業務ならびに鹿児島側2社への運行支援業務（乗務員休憩など）のみ引き続き担当。
- いわさきバスネットワーク
  - 担当営業所：鹿児島営業所（空港リムジンバス車庫）
- 南国交通
  - 担当営業所：空港自動車営業所

### 停車箇所
- 人吉産交 - 人吉IC（2008年10月10日〜） - 人吉南 - 吉松 - 鹿児島空港

### 所要時間
- 人吉産交〜鹿児島空港 - 58分

## 備考
当路線はきりしま号運行再開によって廃止されたが、多客時期（春のゴールデンウィーク・お盆・年末年始等）においてはきりしま号の臨時増便扱いとして人吉 - 鹿児島空港間を期間限定で運行されており、事実上当路線が通年運行から季節運行に切り替わった形で継続されていた。
2009年度および2010年のゴールデンウィークまでは産交・いわさき・南国の3社において1日6〜7往復（概ね1社あたり2往復担当）運行されていたが、同年8月の運行以降では産交単独において1日4往復となった。だが、2011年末から2012年のお盆期には運行されておらず、今後の増便期で運行されるかは不明。